# Reipertswiller
Reipertswiller [ʁaipɛʁtsvilɛʁ] est une commune française située dans la circonscription administrative du Bas-Rhin et, depuis le 1er janvier 2021, dans le territoire de la Collectivité européenne d'Alsace, en région Grand Est.
Cette commune se trouve dans la région historique et culturelle d'Alsace et fait partie du parc naturel régional des Vosges du Nord.

## Géographie

### Localisation
La commune est à 7,9 km de Wingen-sur-Moder, 14,4 de Puberg et 33,2 de Phalsbourg.

### Écarts et lieux-dits
- la Melch
- Wildenguth
- Saegemuhle

### Géologie et relief
Vue depuis le donjon du château de Lichtenberg sur le village
La commune se compose de 39,37 hectares de territoires artificialisés (2,05 %), 273,20 hectares de territoires agricoles (14,19 %) et 1 612,82 hectares de forêts et milieux semi-naturels (83,78 %).
Espaces naturels :
- Six espaces protégés hors Natura 2000 :

Vallons De L'Eckenbachthal.
Hengstberg.
Vosges du nord :
* Réserve de Biosphère, zone centrale,
* Réserve de Biosphère, zone tampon,
* Réserve de Biosphère, zone de transition,
* Parc naturel régional.
- Un espace protégé Natura 2000 :

La Moder et ses affluents.
- Une zone naturelle d'intérêt écologique, faunistique et floristique (Znieff) :

Cours amont de la Moder et de ses affluents.
Hydrogéologie et climatologie
Système d’information pour la gestion des eaux souterraines du bassin Rhin-Meuse]
Territoire communal : Occupation du sol (Corinne Land Cover); Cours d'eau (BD Carthage),
Géologie : Carte géologique; Coupes géologiques et techniques,
Hydrogéologie : Masses d'eau souterraine; BD Lisa; Cartes piézométriques.

### Sismicité
Commune située dans une zone 3 de sismicité modérée.

### Hydrographie et les eaux souterraines
Hydrogéologie et climatologie : Système d’information pour la gestion des eaux souterraines du bassin Rhin-Meuse :
Territoire communal : Occupation du sol (Corinne Land Cover); Cours d'eau (BD Carthage),
Géologie : Carte géologique; Coupes géologiques et techniques,
 Hydrogéologie : Masses d'eau souterraine; BD Lisa; Cartes piézométriques.

#### Réseau hydrographique
La commune est dans le bassin versant du Rhin au sein du bassin Rhin-Meuse. Elle est drainée par le ruisseau le Rothbach, le ruisseau de Kindsbronmerthal et le ruisseau le Spielbaechel,,.
Le Rothbach, d'une longueur de 23 km, prend sa source dans la commune  et se jette  dans la Moder à Val-de-Moder, après avoir traversé neuf communes. 

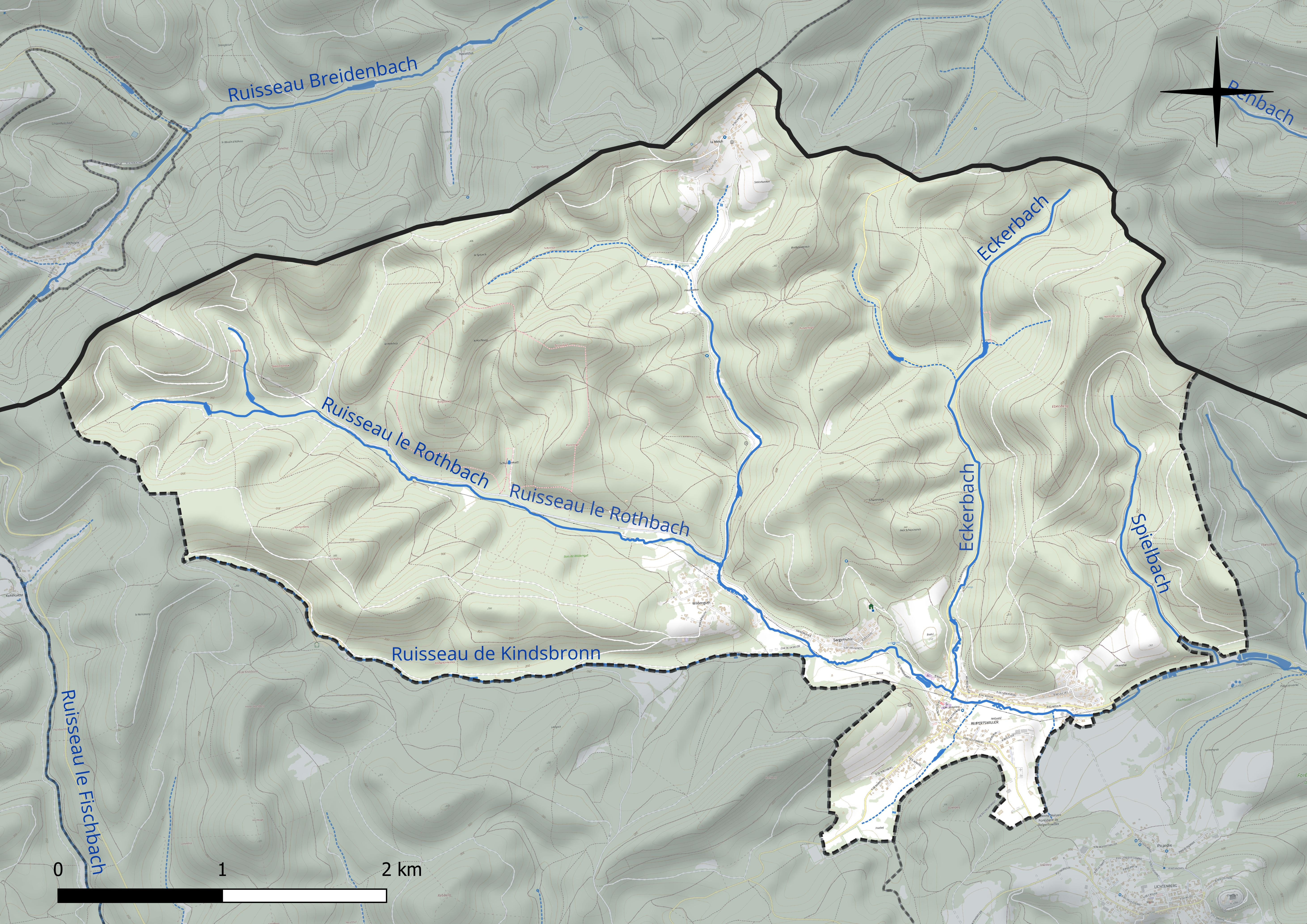
Réseau hydrographique de Reipertswiller.

#### Gestion et qualité des eaux
Le territoire communal est couvert par le schéma d'aménagement et de gestion des eaux (SAGE) « Moder ». Ce document de planification concerne le bassin versant de la Moder dont le territoire s'étend sur 1 720 km2. Le périmètre a été arrêté le 25 janvier 2006. La commission locale de l'eau a été créée le 12 juillet 2007, puis modifiée le 14 décembre 2021. La structure porteuse de l'élaboration et de la mise en œuvre est le Syndicat des eaux et de l’assainissement Alsace-Moselle (SDEA). 
La qualité des cours d’eau peut être consultée sur un site dédié géré par les agences de l’eau et l’Agence française pour la biodiversité.

### Climat
Pour des articles plus généraux, voir Climat du Grand Est et Climat du Bas-Rhin.
En 2010, le climat de la commune est de type climat des marges montargnardes, selon une étude du Centre national de la recherche scientifique s'appuyant sur une série de données couvrant la période 1971-2000. En 2020, Météo-France publie une typologie des climats de la France métropolitaine dans laquelle la commune est exposée à un climat semi-continental et est dans la région climatique  Vosges, caractérisée par une pluviométrie très élevée (1 500 à 2 000 mm/an) en toutes saisons et un hiver rude (moins de 1 °C). 
Pour la période 1971-2000, la température annuelle moyenne est de 10,1 °C, avec une amplitude thermique annuelle de 17,3 °C. Le cumul annuel moyen de précipitations est de 931 mm, avec 11,6 jours de précipitations en janvier et 10,3 jours en juillet. Pour la période 1991-2020, la température moyenne annuelle observée sur la station météorologique de Météo-France la plus proche, « Uhrwiller_sapc », sur la commune de Uhrwiller à 10 km à vol d'oiseau, est de 10,9 °C et le cumul annuel moyen de précipitations est de 740,0 mm. 
La température maximale relevée sur cette station est de 38,7 °C, atteinte le 7 août 2015 ; la température minimale est de −18 °C, atteinte le 20 décembre 2009,,. 
Les paramètres climatiques de la commune ont été estimés pour le milieu du siècle (2041-2070) selon différents scénarios d'émission de gaz à effet de serre à partir des nouvelles projections climatiques de référence DRIAS-2020. Ils sont consultables sur un site dédié publié par Météo-France en novembre 2022.

### Voies de communications et transports

#### Voies routières
- Autoroute A4 : Échangeurs Saverne, Hochfelden, Phalsbourg.

#### Transports en commun

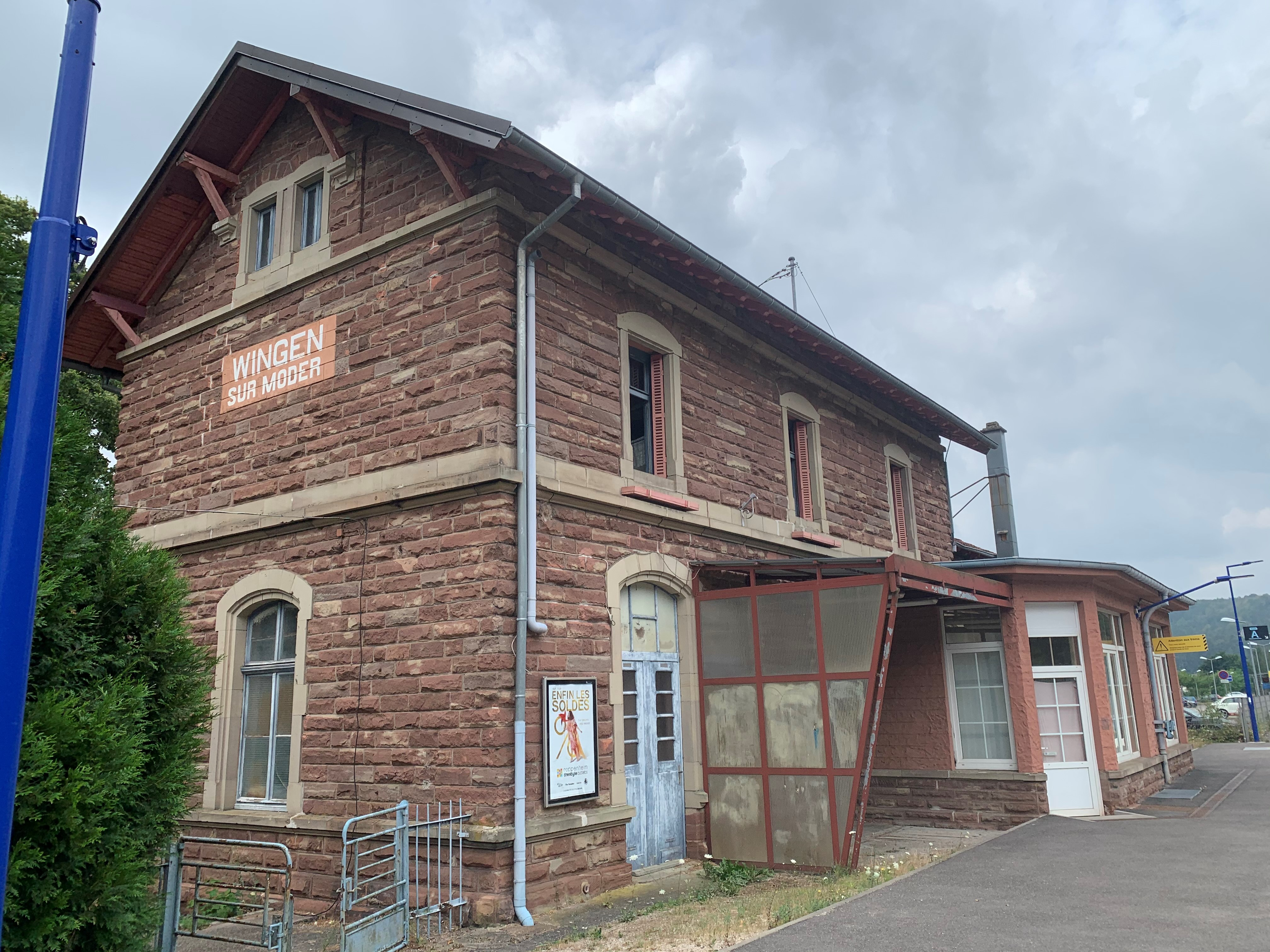
La gare de Wingen-sur-Moder.

- Fluo Grand Est.
- Transports en Alsace.

##### Lignes SNCF
- Gare de Wingen-sur-Moder,
- Gare d'Ingwiller,
- Gare d'Obermodern,
- Gare de Niederbronn-les-Bains,
- Gare de Bitche.

### Intercommunalité
Commune membre de la Communauté de communes de Hanau-La Petite Pierre.

## Urbanisme

### Typologie
Au 1er janvier 2024, Reipertswiller est catégorisée commune rurale à habitat dispersé, selon la nouvelle grille communale de densité à sept niveaux définie par l'Insee en 2022.
Elle est située hors unité urbaine et hors attraction des villes,.

### Occupation des sols
L'occupation des sols de la commune, telle qu'elle ressort de la base de données européenne d’occupation biophysique des sols Corine Land Cover (CLC), est marquée par l'importance des forêts et milieux semi-naturels (83,9 % en 2018), en diminution par rapport à 1990 (89,8 %). La répartition détaillée en 2018 est la suivante : 
forêts (83,9 %), prairies (6,7 %), terres arables (5,8 %), zones urbanisées (2,1 %), zones agricoles hétérogènes (1,6 %). L'évolution de l’occupation des sols de la commune et de ses infrastructures peut être observée sur les différentes représentations cartographiques du territoire : la carte de Cassini (XVIIIe siècle), la carte d'état-major (1820-1866) et les cartes ou photos aériennes de l'IGN pour la période actuelle (1950 à aujourd'hui).

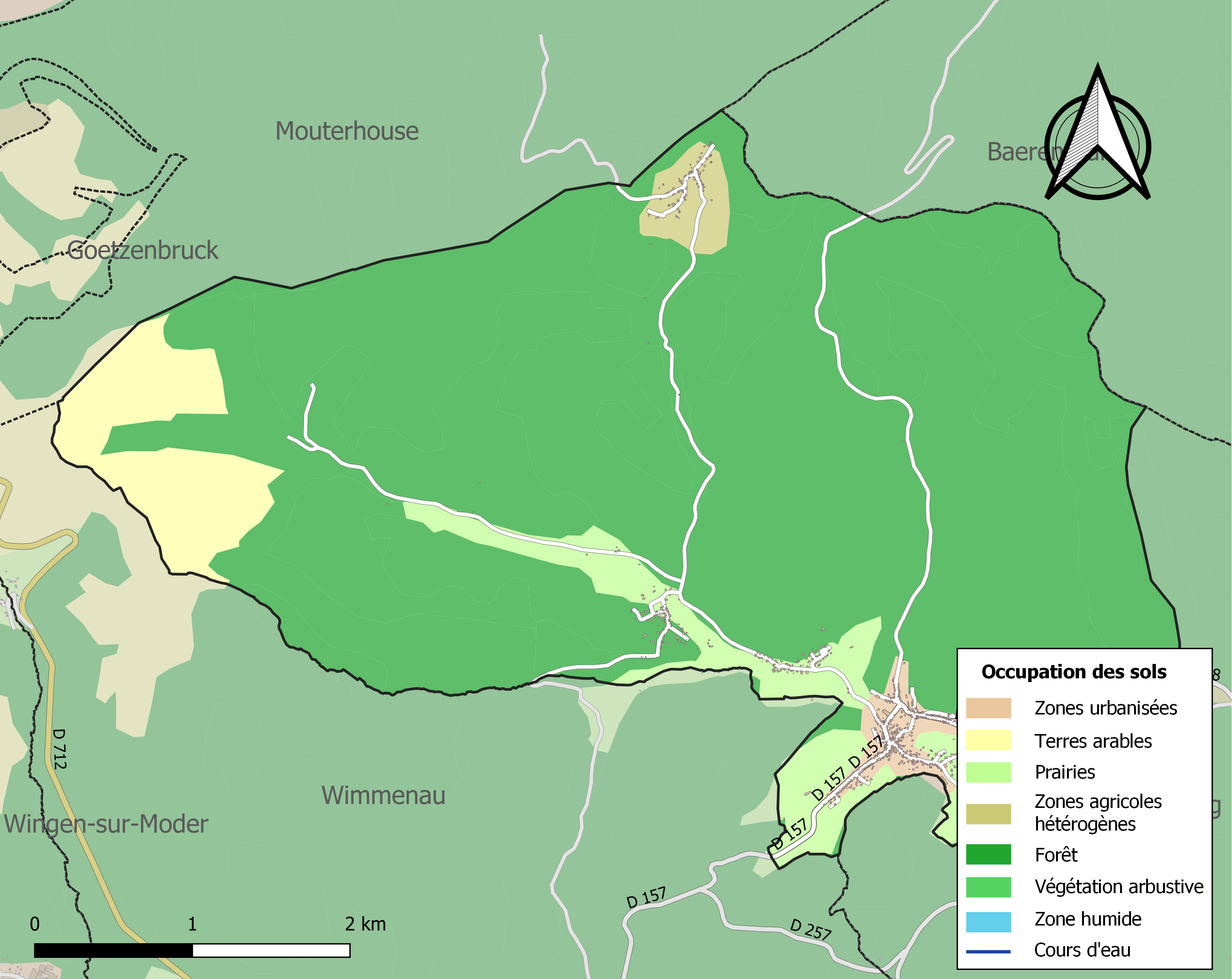
Carte des infrastructures et de l'occupation des sols de la commune en 2018 (CLC).

## Toponymie
- Ripoldeswilre (XIIe siècle), Rypoltzwilre (1356), Reipertsweiller (1793), Reipertswiler (1801)[29].
- En francique rhénan : Ripertswiller[30]. En allemand : Reipertsweiler.

## Histoire
Reipertswiller acquiert une grande notoriété grâce aux sources thermales, jadis les Romains exploitaient déjà ces fameuses sources et les utilisaient comme bains.
C'est en 1876 que le pasteur Spach découvre les vertus et les bienfaits de ces eaux.
Aujourd'hui encore elles sont utilisées pour les personnes qui souffrent de certains problèmes cardiaques ainsi que de problèmes au niveau de la bile. En 1880, l'eau de la source est commercialisée en bouteilles et en tonneaux et elle est exportée vers l'Angleterre et les États-Unis. Malheureusement la Première Guerre mondiale met un terme à cette exportation.
Le village a aussi été le théâtre de ce que Hitler avait appelé le plan "Opération Nordwind" et mené par une division venue de Finlande. Sachant que la maîtrise du ciel ne penchait pas en sa faveur, Hitler avait décidé d’utiliser le mauvais temps et l’hiver pour passer à l’attaque et de commencer l’année 1945 par un coup d’éclat. Les premiers soldats partis du sud-ouest de Bitche ont ainsi été aperçus le 1er janvier à Wildenguth, annexe de Reipertswiller. Le front allait se fixer le long du lit du ruisseau Rothbach et les combats déterminants ont eu lieu entre le 14 et le 20 janvier 1945. Beaucoup de villageois s’étaient réfugiés dans les caves, certains pendant une quinzaine de jours et au moment du déclenchement des combats, il ne restait presque que des femmes et des enfants dans le village. Le village finit par être évacué et un grand nombre de maisons furent détruites lors des bombardements.

## Politique et administration

### Liste des maires
| Période                                  | Période   | Identité          | Étiquette | Qualité                             |
| ---------------------------------------- | --------- | ----------------- | --------- | ----------------------------------- |
| Les données manquantes sont à compléter. |           |                   |           |                                     |
| mars 2001                                | mars 2008 | Éric Riffel       |           |                                     |
| mars 2008                                | 2020      | Jean-Louis Scheer |           |                                     |
| 2020                                     | En cours  | Samuel Leichtweis |           | Ouvrier qualifié de type industriel |

### Budget et fiscalité 2023
En 2023, le budget de la commune était constitué ainsi :
- total des produits de fonctionnement : 516 000 €, soit 600 € par habitant ;
- total des charges de fonctionnement : 387 000 €, soit 451 € par habitant ;
- total des ressources d'investissement : 165 000 €, soit 192 € par habitant ;
- total des emplois d'investissement : 186 000 €, soit 216 € par habitant ;
- endettement : 404 000 €, soit 470 € par habitant.

Avec les taux de fiscalité suivants :
- taxe d'habitation : 11,52 % ;
- taxe foncière sur les propriétés bâties : 25,95 % ;
- taxe foncière sur les propriétés non bâties : 61,46 % ;
- taxe additionnelle à la taxe foncière sur les propriétés non bâties : 0,00 % ;
- cotisation foncière des entreprises : 0,00 %.

Chiffres clés Revenus et pauvreté des ménages en 2021 : médiane en 2021 du revenu disponible, par unité de consommation : 22 180 €.

## Population et société

### Démographie

#### Évolution démographique
L'évolution du nombre d'habitants est connue à travers les recensements de la population effectués dans la commune depuis 1793. Pour les communes de moins de 10 000 habitants, une enquête de recensement portant sur toute la population est réalisée tous les cinq ans, les populations de référence des années intermédiaires étant quant à elles estimées par interpolation ou extrapolation. Pour la commune, le premier recensement exhaustif entrant dans le cadre du nouveau dispositif a été réalisé en 2005.

En 2022, la commune comptait 842 habitants, en évolution de −3,55 % par rapport à 2016 (Bas-Rhin : +3,17 %, France hors Mayotte : +2,11 %).
| 1793 | 1800 | 1806 | 1821 | 1831 | 1836 | 1841 | 1846 | 1851 |
| ---- | ---- | ---- | ---- | ---- | ---- | ---- | ---- | ---- |
| 554  | 460  | 400  | 567  | 708  | 738  | 715  | 720  | 762  |

| 1856 | 1861 | 1866 | 1871 | 1875 | 1880 | 1885 | 1890 | 1895 |
| ---- | ---- | ---- | ---- | ---- | ---- | ---- | ---- | ---- |
| 773  | 822  | 862  | 873  | 849  | 862  | 886  | 884  | 857  |

| 1900 | 1905 | 1910 | 1921 | 1926 | 1931 | 1936 | 1946 | 1954 |
| ---- | ---- | ---- | ---- | ---- | ---- | ---- | ---- | ---- |
| 868  | 886  | 820  | 876  | 871  | 853  | 831  | 564  | 729  |

| 1962 | 1968 | 1975 | 1982 | 1990 | 1999 | 2005 | 2006 | 2010 |
| ---- | ---- | ---- | ---- | ---- | ---- | ---- | ---- | ---- |
| 786  | 861  | 878  | 895  | 946  | 933  | 961  | 960  | 934  |

| 2015 | 2020 | 2022 | - | - | - | - | - | - |
| ---- | ---- | ---- | - | - | - | - | - | - |
| 886  | 846  | 842  | - | - | - | - | - | - |

### Enseignement
Établissements d'enseignements :
- Écoles maternelle et primaire.
- Collèges à Wingen-sur-Moder, Lemberg, Ingwiller, Bitche, Niederbronn-les-Bains.
- Lycées à Éguelshardt, Bitche, Bouxwiller.

### Santé
Professionnels et établissements de santé :
- Médecins à Wimmenau, Offwiller, Ingwiller, Wingen-sur-Moder.
- Pharmacies à Ingwiller, Wingen-sur-Moder, Goetzenbruck, Lemberg.
- Hôpitaux à Ingwiller, Niederbronn-les-Bains, Bitche.

### Cultes
- Culte catholique, Communauté de paroisses Sources de la Moder[40], Diocèse de Strasbourg.
- Culte protestant[41]

## Économie

### Entreprises et commerces

#### Agriculture
- Culture et élevage associé.
- Culture de céréales, de légumineuses et de graines oléagineuses.
- Élevage de vaches laitières.
- Élevage de chevaux et d'autres équidés.
- Élevage d'autres bovins et de buffles.
- Élevage d'autres animaux.
- Pêche en eau douce

#### Tourisme
- Hôtellerie et restauration à Reipertstwiller, Lichtenberg, Meisenthal, Bitche.

#### Commerces
- Commerces et services de proximité.

## Culture locale et patrimoine

### Lieux et monuments
Reipertswiller est l'une des quelque 50 localités d'Alsace dotées d'une église simultanée.
- L'église Saint-Jacques-le-Majeur[43]

Sous simultaneum, est un joyau : tour romane du XIIIe siècle et chœur du gothique tardif (1470) avec une splendide voûte étoilée.
C'est dans cette église que le légendaire Jacques-le-Barbu, dernier rejeton masculin des seigneurs de Lichtenberg, trouva le repos en 1480. Quand elle fut dotée de nouveaux vitraux autour de 1980, le pasteur Peter Schmutz, avec humour et une profondeur certaine, y fit rappeler l'histoire et la personnalité de Jacques-le-Barbu.
Toutes les représentations des vitraux sont centrées sur celles du milieu du chœur dont le thème est la Noce de Cana. Le pasteur a demandé au verrier G. Werlé de s'inspirer de deux sculptures célèbres de Nicolas Gerhaert van Leyden dont l'opinion populaire prétend que l'une représente Jacques-le-Barbu et l'autre Barbel d'Ottenheim, sa maîtresse. Ces deux sculptures de 1464 décoraient le portail de la Chancellerie de Strasbourg, place Gutenberg (la tête du vieillard a pu être acquise en 1915 par l'Œuvre Notre-Dame de Strasbourg, celle de la jeune femme se trouve au musée Liebighaus à Francfort-sur-le-Main). L'histoire de Jacques et de Barbel est une tragédie. Laissé sans enfant à la mort de sa femme en 1450, Jacques prit la belle Barbel pour maîtresse. Femme énergique et courageuse, elle suscita dans la famille des Lichtenberg, mais aussi dans la population, jalousie et rumeurs (révolte des femmes de Bouxwiller). Jacques dut s'en séparer. Barbel, accusée injustement de sorcellerie, se suicida dans la prison de Haguenau. Elle est devenue un personnage de légende. Aujourd'hui, le visiteur attentif reconnaîtra peut-être dans les fiancés des noces de Cana les traits de Jacques-le-Barbu et de Barbel de Ottenheim.
Le mobilier de l'église Saint Jacques-le-Majeur
* Maître-autel.
* Chaire pastorale.
* Orgue Alfred Kern.
* La très belle sonnerie des cloches de la fonderie Friedrich Wilhelm Schilling de Heidelberg, installée en 1970, convient parfaitement à cette église et à son site.
- Croix monumentale[49].
- Monument aux morts[50] : Conflits commémorés : Guerres 1914-1918 - 1939-1945 .

### Galerie

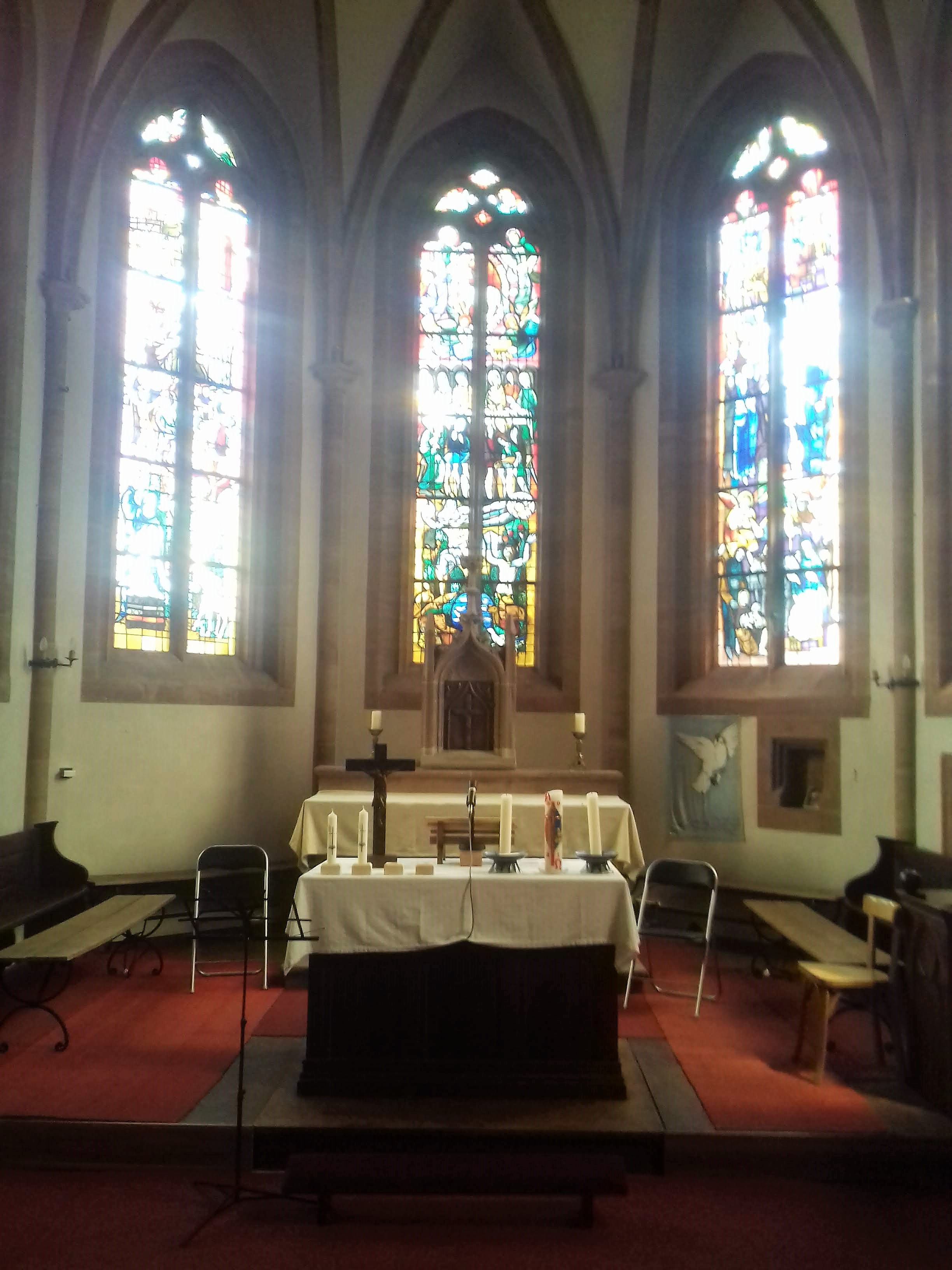
Vitraux de l'Église.
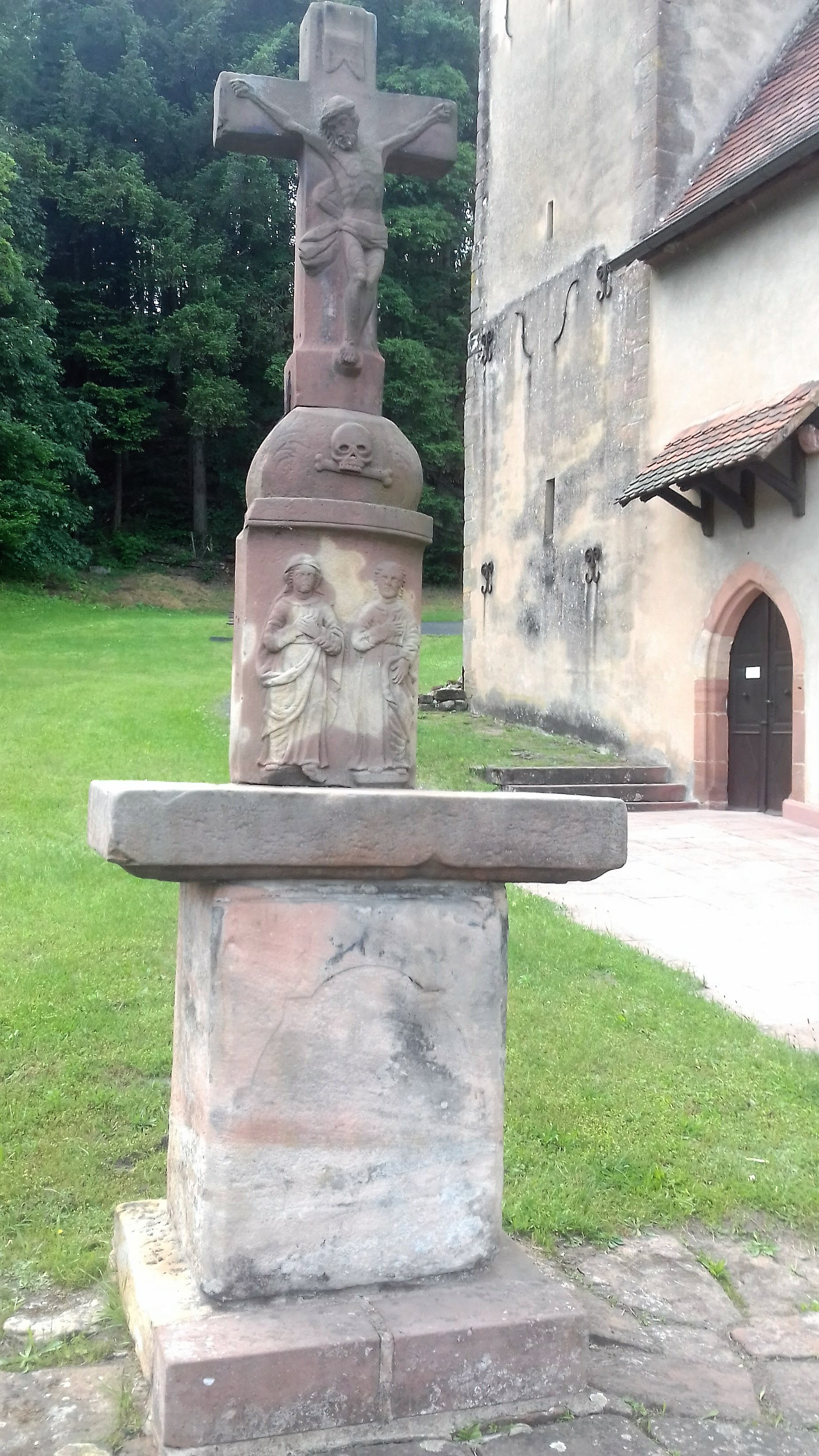
Calvaire.
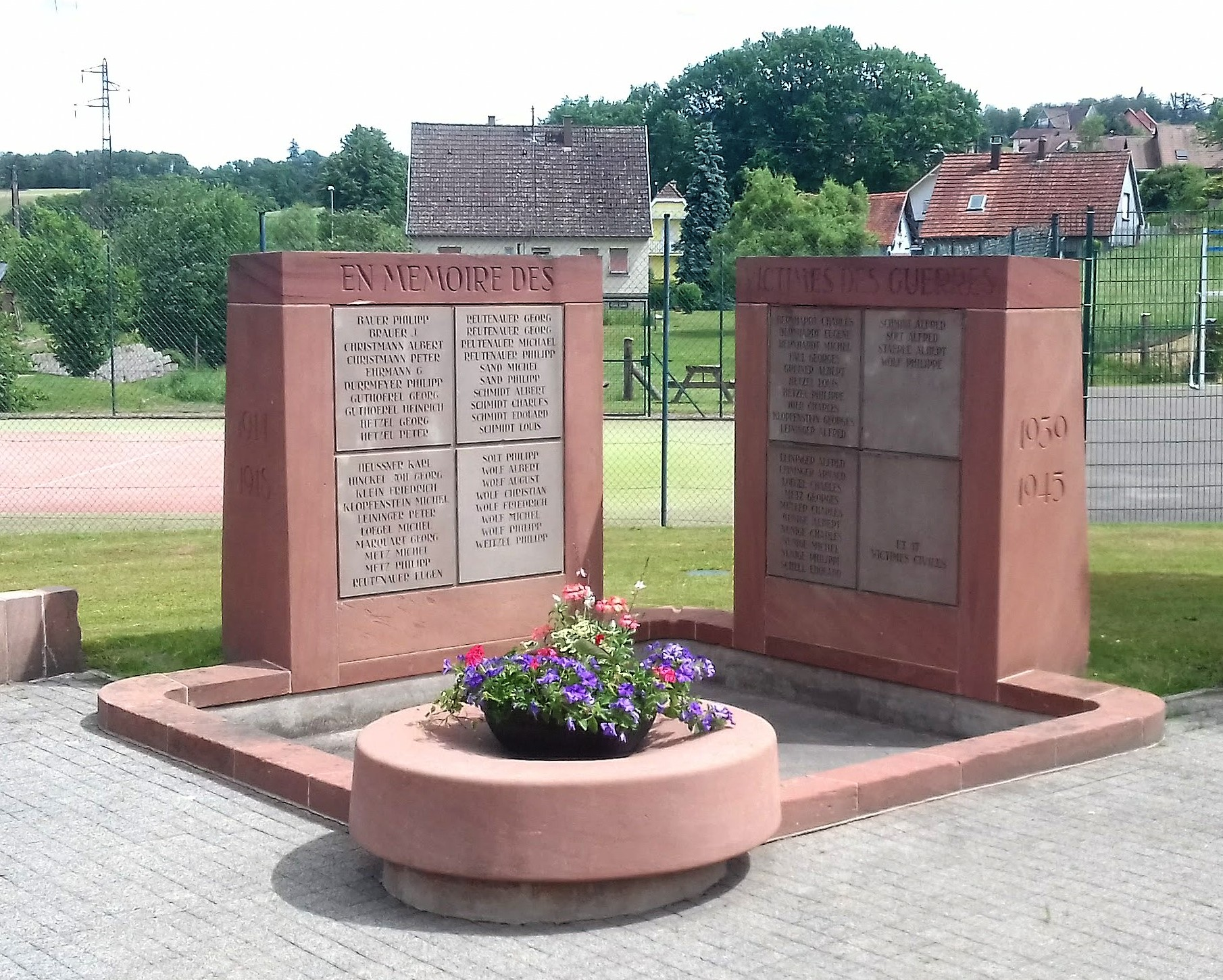
Le monument aux morts.
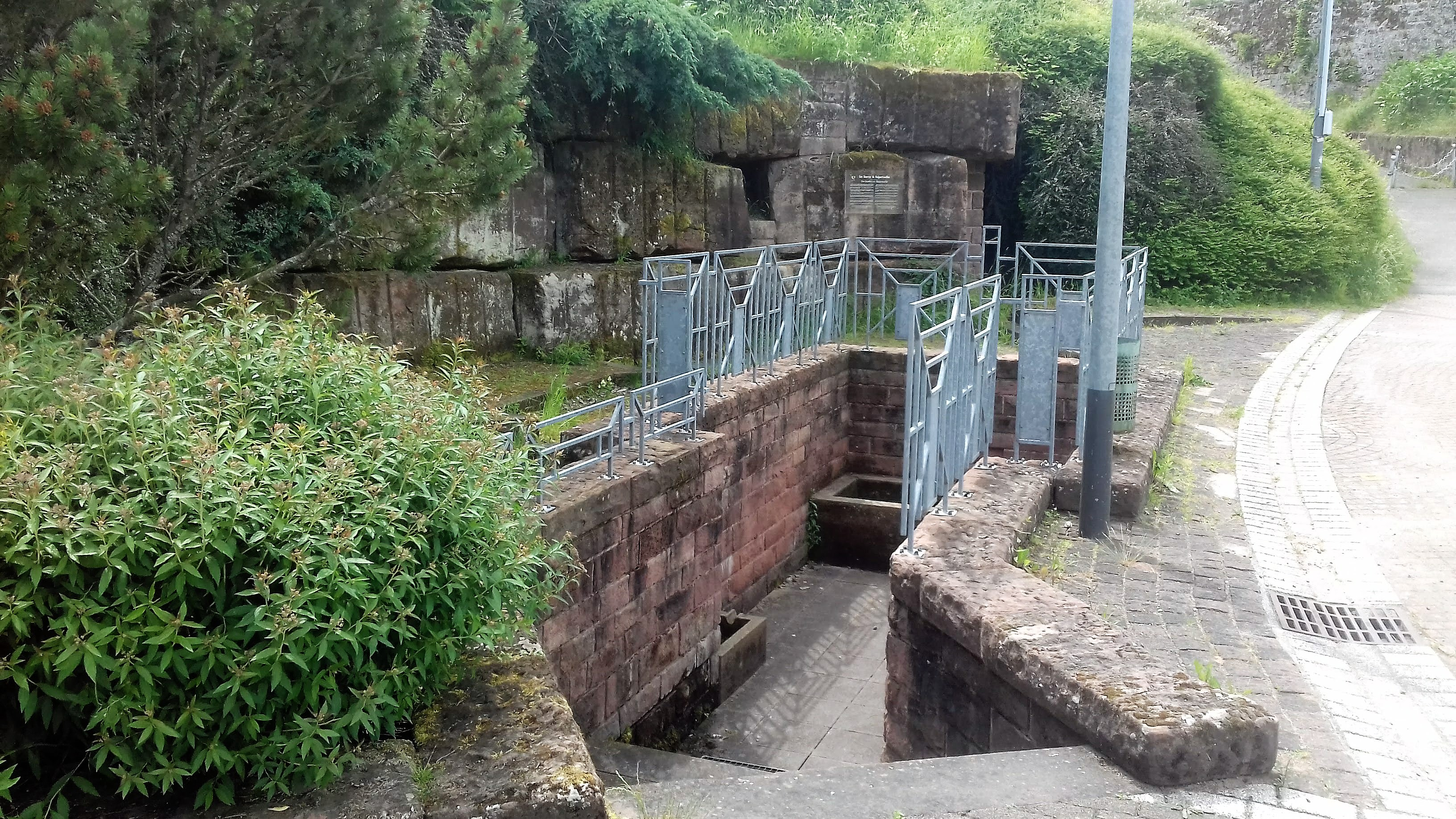
Sources de Reipertswiller.

### Héraldique
| Blason de Reipertswiller | Blason  | Coupé : au premier d'or au lion de sable issant de la partition, au second de gueules à la bande d'argent, côtoyée de deux cotices fleuronnées du même. |
| Blason de Reipertswiller | Détails | |